# John Arne Riise
John Arne Semundseth Riise, norveški nogometaš, * 24. september 1980, Molde, Norveška.
Riise je svojo nogometno pot začel v nogometnem klubu Aalesunds FK, a je že po eni sezoni igranja za člansko vrsto leta 1998 prestopil v francoski prvoligaški klub AS Monaco. Od tam je leta 2001 za 4 milijone funtov prestopil k angleškemu prvoligaškemu klubu Liverpool F.C., kjer je ostal do 18. junija 2008, ko je podpisal štiriletno pogodbo z italijanskim klubom A.S. Roma.